# Briolance
La Briolance est une  rivière du sud-ouest de la France affluent de la Lémance, sous-affluent de la Garonne par le Lot.

## Géographie
De 9,6 km de longueur, la Briolance prend sa source dans le département de la Dordogne sur la commune de Mazeyrolles et se jette dans la Lémance sur la commune de Saint-Front-sur-Lémance en Lot-et-Garonne.

## Départements et communes traversées
- Dordogne : Mazeyrolles
- Lot-et-Garonne : Saint-Front-sur-Lémance, Blanquefort-sur-Briolance.

## Principaux affluents
- Ruisseau de Canut : 4,8 km
- Ruisseau de Naugarède : 2,6 km